# Ouneg
Pour l’article homonyme, voir Ouneg (divinité).
Ouneg ou Oueneg (ou Ouneg-Nebty) est un roi de la IIe dynastie pendant la période thinite. Le nom d'Ouneg ne serait que son nom de Nebty. On ne connaît aucun autre nom associé, en particulier le nom d'Horus de ce roi, qui est peut-être à chercher parmi les noms d'Horus de cette dynastie. Sa position chronologique n'est pas certaine et la durée de son règne est complètement inconnue. Certains chercheurs l'associent au quatrième nom des listes royales d'époque ramesside Ouadjenes, mais ceci n'est pas certain. On situe son règne au XXVIIIe siècle avant l'ère commune.

## Attestations

### Attestations contemporaines
Ouneg n'est connu que par son nom de Nebty inscrit sur onze éléments, parfois fragmentaires, de vaisselle en pierre :
- sept éléments de vaisselle en schiste vert provenant des galeries VI et VII situées sous la pyramide de Djéser (P.D. IV no 101-107 de Laucau et Lauer)[1],
- trois éléments de vaisselle en schiste vert provenant de la tombe S3014 située à Saqqarah[2],
- un élément de vaisselle en travertin sans provenance connue (B.K. no 27 de Kaplony)[3].

Des égyptologues tels que Wolfgang Helck et Francesco Tiradritti soulignent que toutes les inscriptions sont faites à la place des inscriptions antérieures, ce qui signifie que les noms qui étaient à l'origine placés sur les récipients étaient différents.
Près de vingt-sept éléments de vaisselle noment également un certain Ouadjenes, identifié comme le successeur de Nynetjer. Ce nom n'est accompagné d'aucun titre royal, seul le titre de Grand des voyants inscrit sur l'un d'eux.

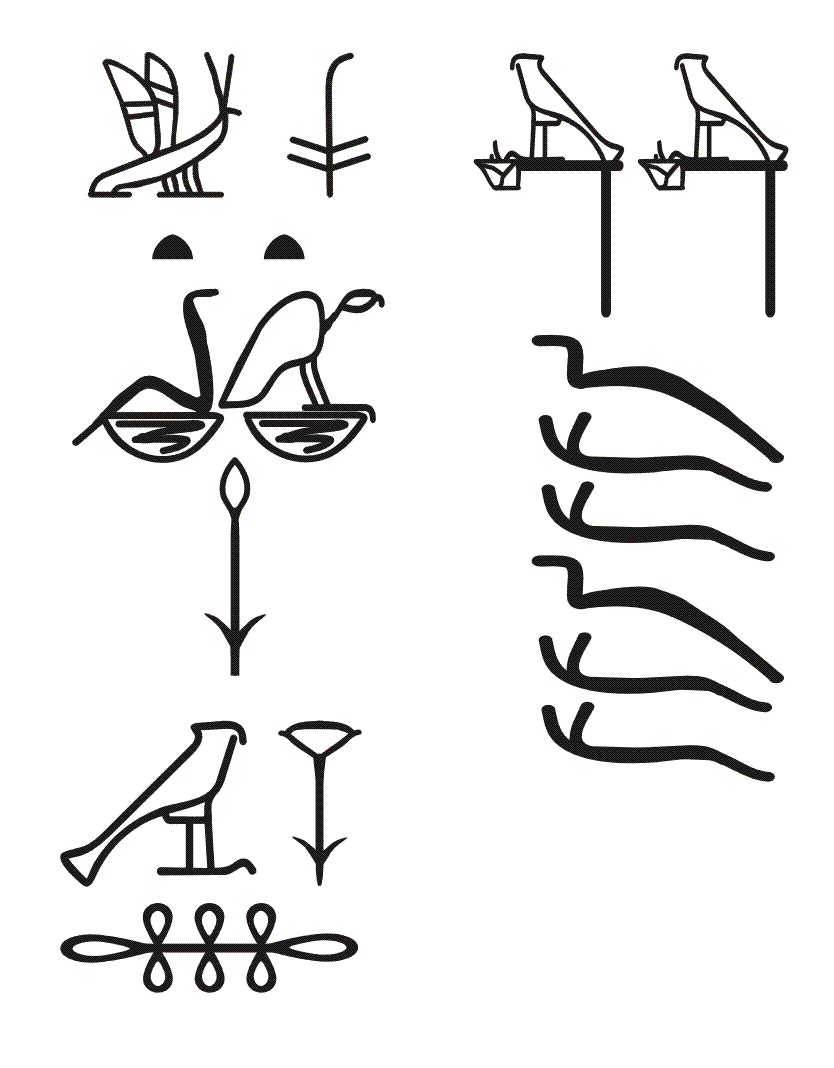
Inscription sur le vase de la tombe S3014 (fig. 5a)
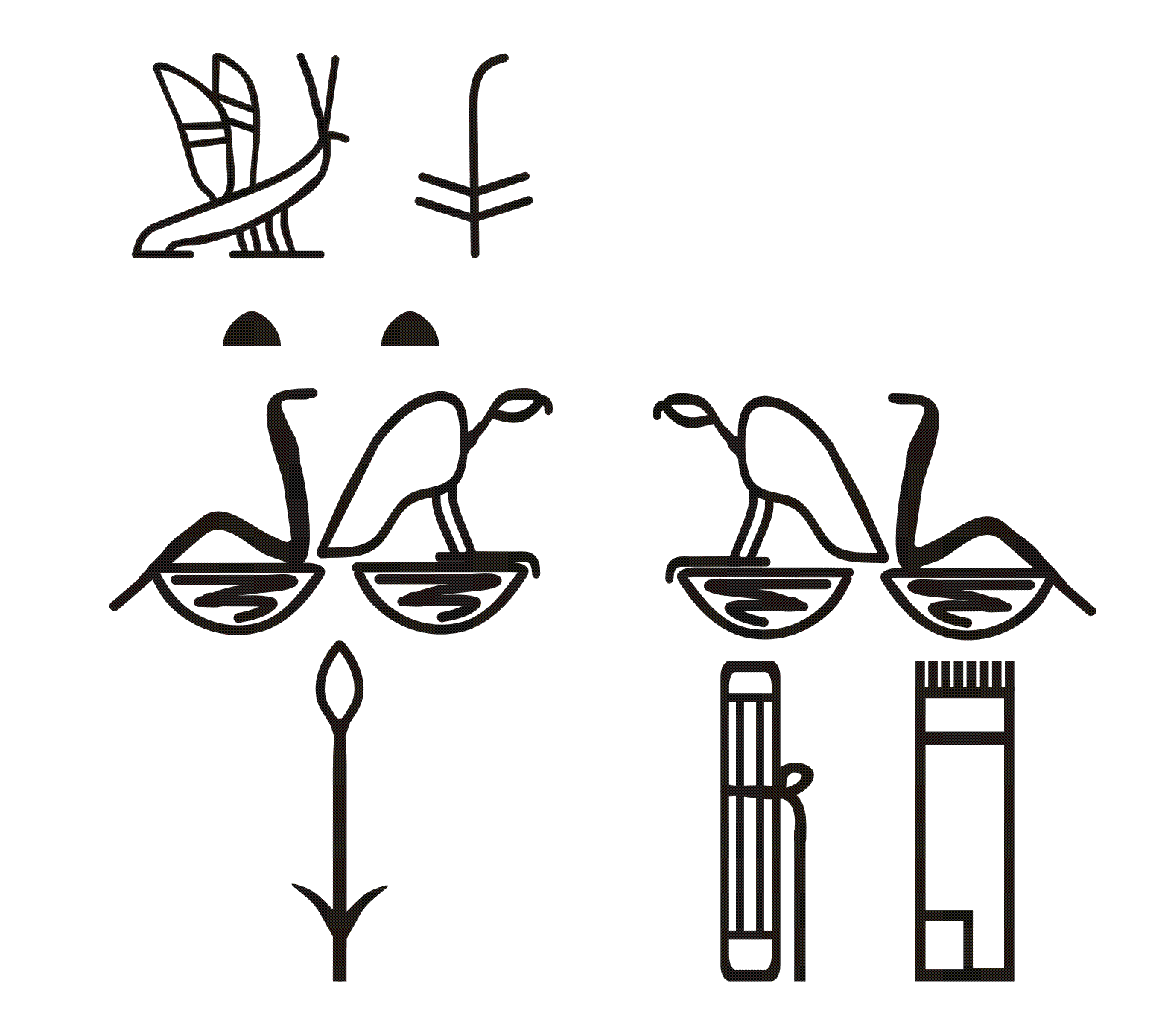
Inscription sur le vase de la tombe S3014 (fig. 5b)
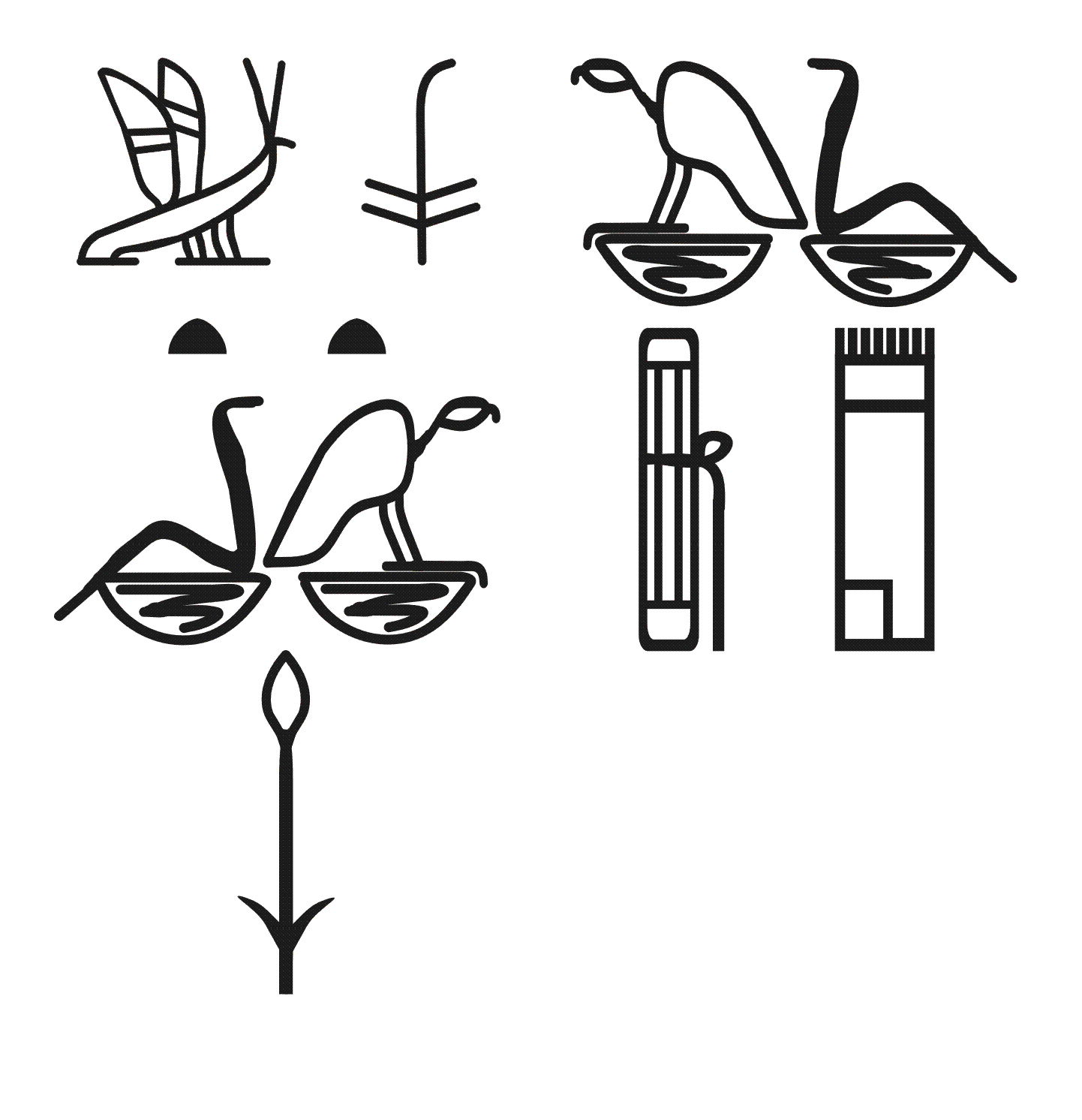
Inscription sur le vase de la tombe S3014 (fig. 5c)
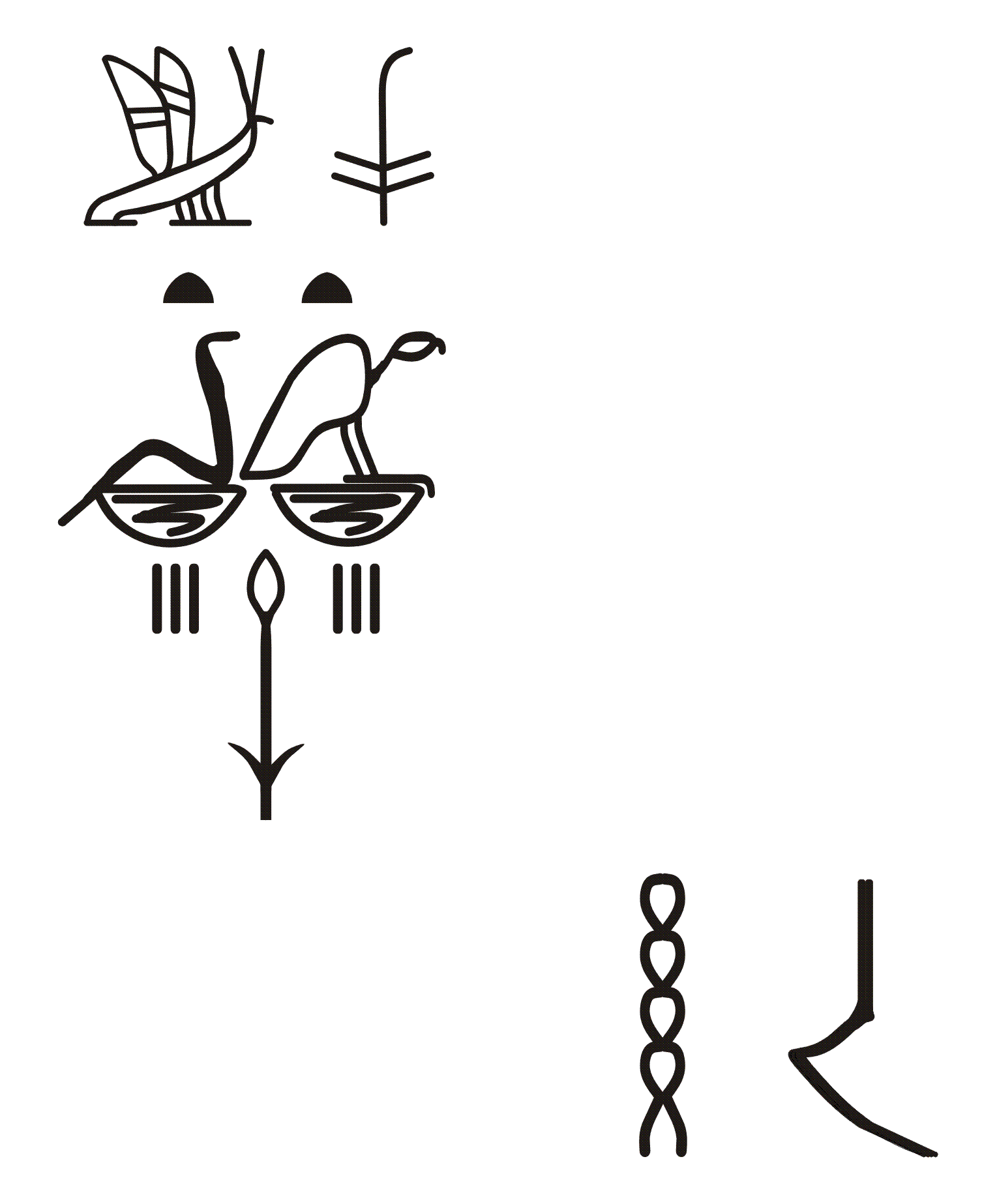
Inscription sur le vase des galeries VI et VII no 104
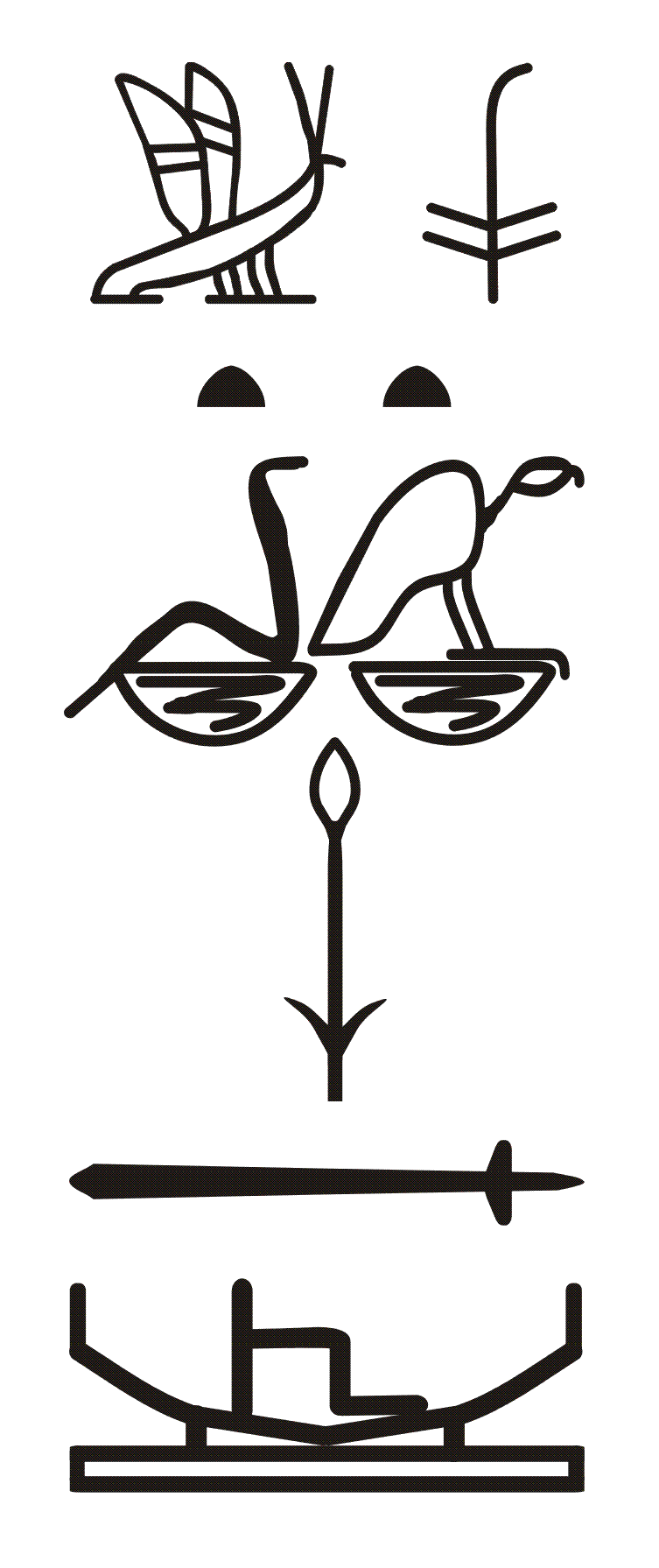
Inscription sur le vase des galeries VI et VII no 105
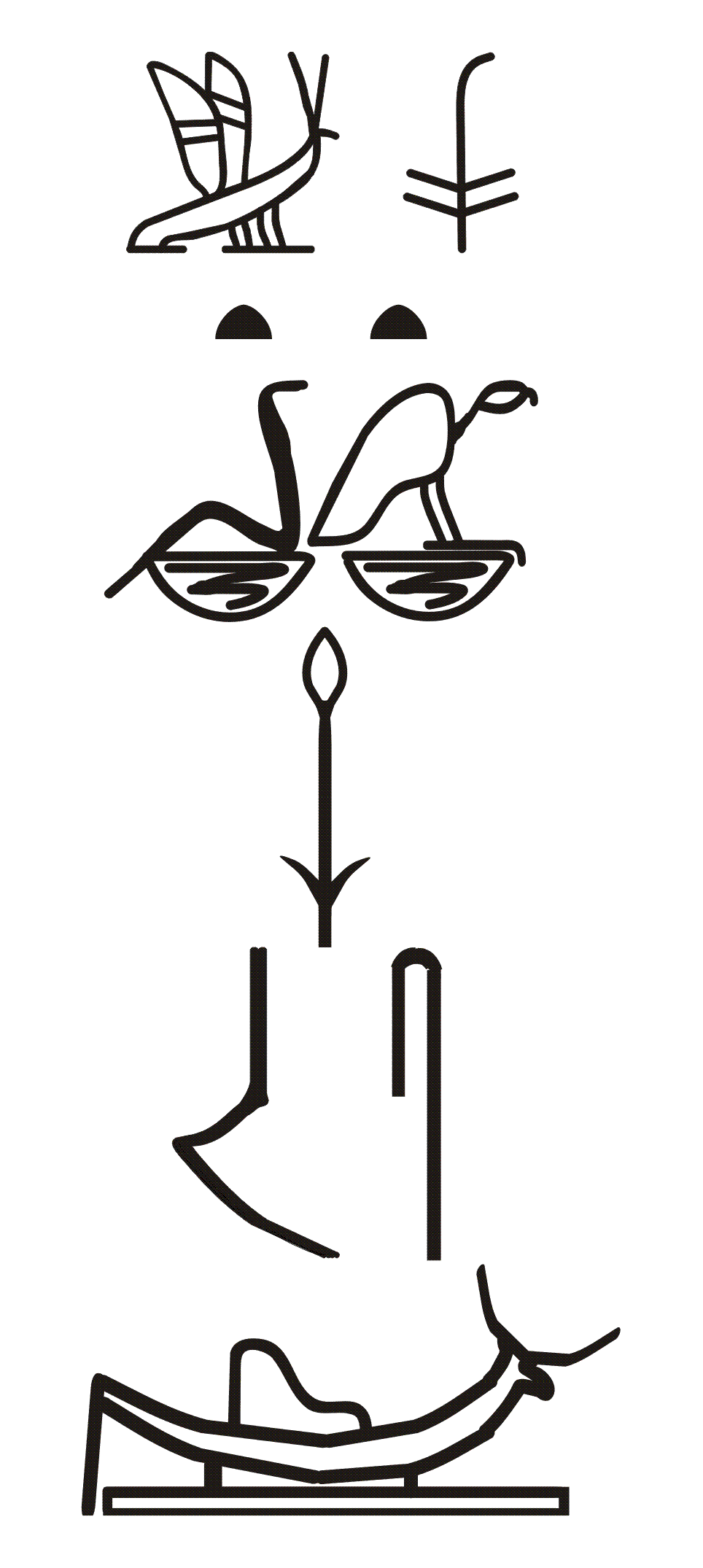
Inscription sur le vase des galeries VI et VII no 106
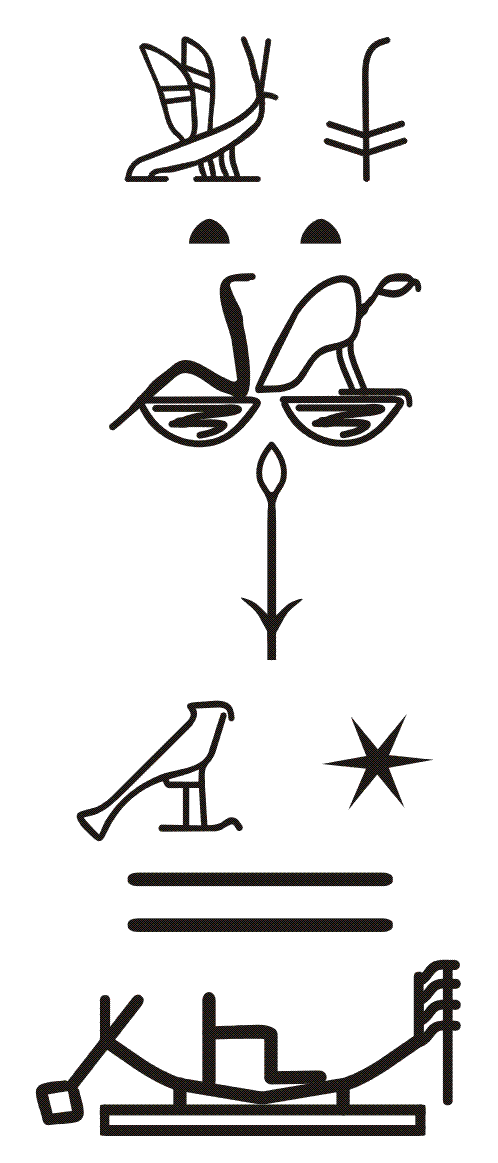
Inscription sur le vase des galeries VI et VII no 107
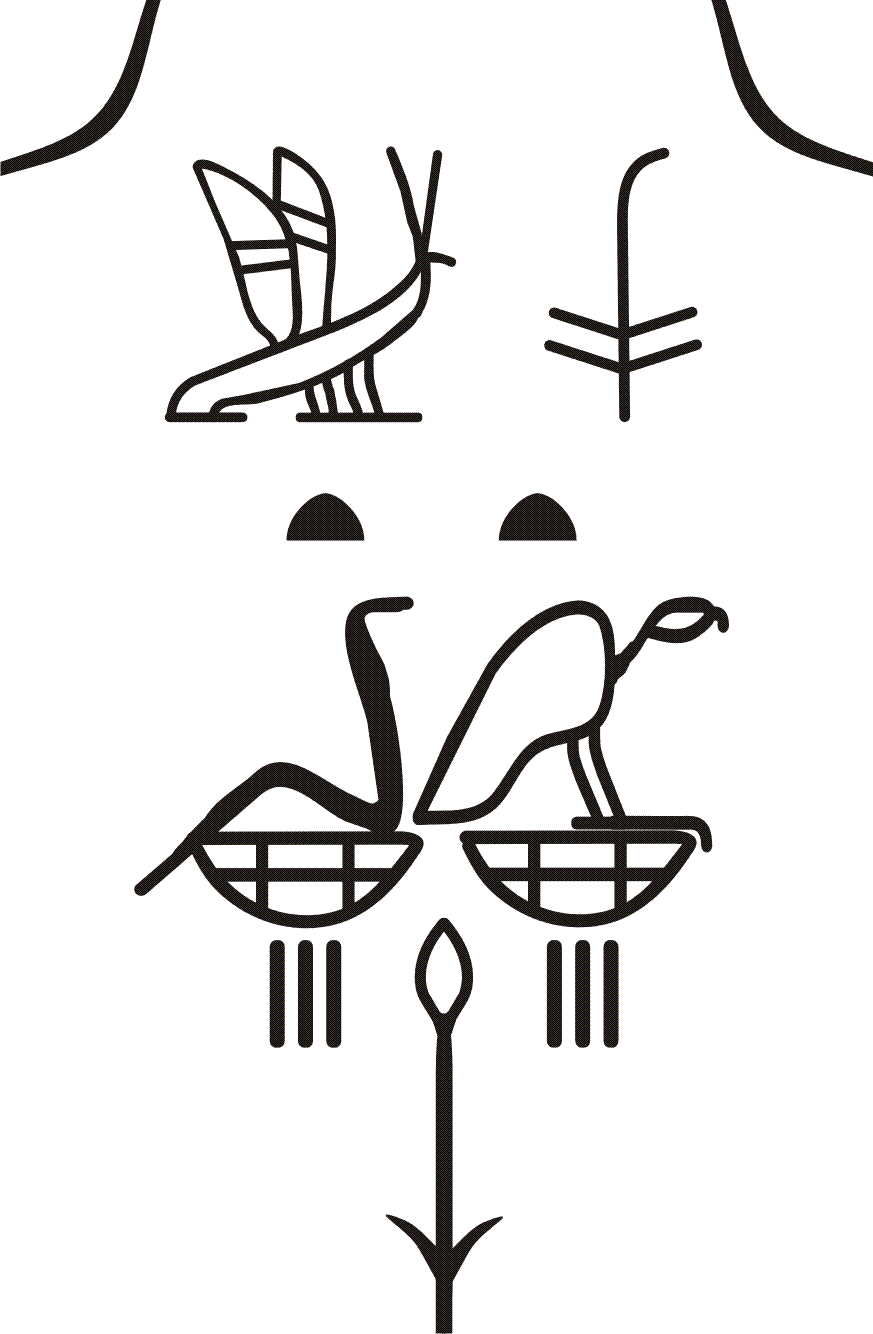
Inscription sur le vase sans provenance connue
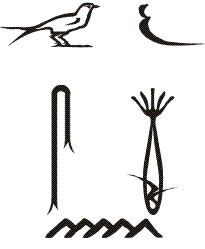
Inscription sur l'un des vases de Ouadjenes
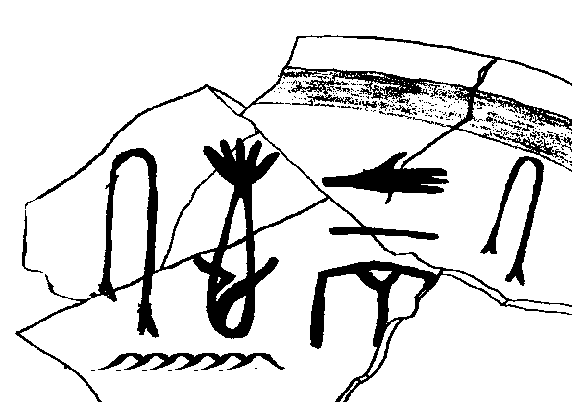
Inscription sur l'un des vases de Ouadjenes

### Attestations ultérieures
Ouneg n'est pas présent dans les documents postérieurs à la IIe dynastie, sauf peut-être sur le fragment du Caire no 1 de la pierre de Palerme, au quatrième registre, après le roi Nynetjer, s'il est bien son successeur ; malheureusement, les inscriptions sur ce fragment, ayant servi comme seuil de porte pendant un certain temps, sont fortement effacées.
Le quatrième souverain de la IIe dynastie se nommait Ouadjenes selon les listes royales de l'époque ramesside, nom que l'on retrouve sur des fragments de vaiselle des galerie VI et VII sous la pyramide de Djéser :
- la liste royale d'Abydos, datée du règne de Séthi Ier (XIXe dynastie), dans laquelle le nom est inscrit à la douzième position[8],
- le canon royal de Turin, daté de la XIXe dynastie, dans lequel le nom, très lacunaire, est inscrit à la vingt-troisième position de la troisième colonne ; le papyrus lui attribue une vie de soixante-dix ans, sa durée de règne étant perdue[8],
- la table de Saqqarah, datée du règne de Ramsès II (XIXe dynastie), dans laquelle le nom est inscrit à la septième position[8].

Manéthon nomme le quatrième souverain de la IIe dynastie Tlas et lui attribue dix-sept ans de règne.

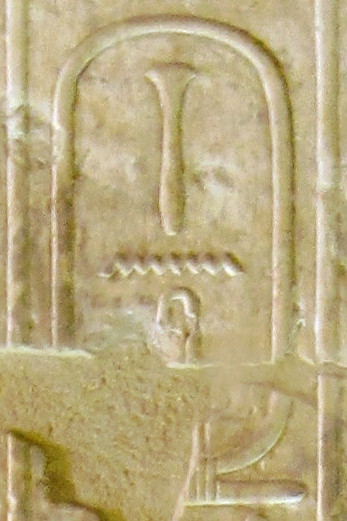
Cartouche 12, liste d'Abydos.

## Identification
Depuis que le nom d'Ouneg a été connu pour la première fois par les égyptologues, les chercheurs ont essayé de faire correspondre le nom Ouneg aux noms d'Horus contemporains. Les sections qui suivent traitent de certaines de ces hypothèses.

### Identification au roi Nebrê

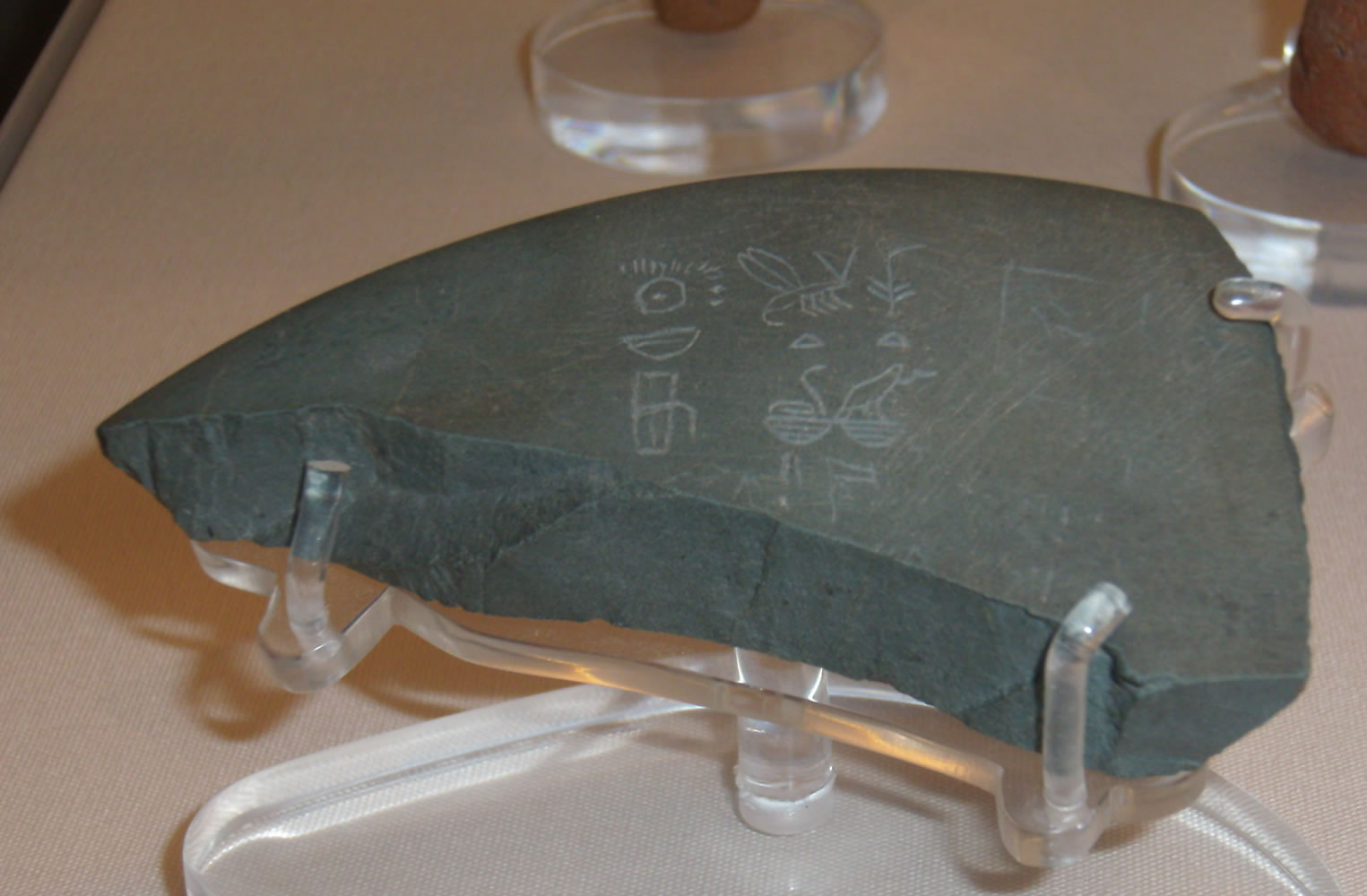
Le fragment de vase de pierre utilisé par Jochem Kahl pour développer son hypothèse liant Ouneg et Nebrê.

L'égyptologue Jochem Kahl affirme qu'Ouneg était la même personne que le roi, connu uniquement par son nom d'Horus et deuxième souverain de la IIe dynastie, Nebrê. Il pointe du doigt un fragment de vase fait d'un matériau igné, qui a été trouvé dans la tombe du roi Péribsen (un souverain ultérieur de la IIe dynastie) à Abydos. Il croyait avoir trouvé sur le tesson de pot des traces faibles, mais claires, de la fleur d'Ouneg sous le nom inscrit du roi Nynetjer. Sur le côté droit du nom de Nynetjer, la représentation de la maison Ka du roi Nebrê est partiellement conservée. L'arrangement complet a conduit Kahl à la conclusion que la fleur d'Ouneg et le nom de Nebrê étaient liés l'un à l'autre et que le roi Nynetjer a plus tard remplacé l'inscription. Kahl souligne également que le roi Nynetjer a écrit son nom en miroir, de sorte que son nom pointe dans la direction opposée au nom de Nebrê. La théorie de Kahl fait l'objet de débats car l'inscription du vase est gravement endommagée et laisse donc une large place à diverses interprétations.

### Identification au roi Sekhemib
Des égyptologues comme Nicolas Grimal, Wolfgang Helck et Walter Bryan Emery identifient Ouneg au roi Sekhemib et au cartouche royal de l'époque ramesside Ouadjenes. Leur théorie est basée sur l'hypothèse que Sekhemib et Péribsen étaient des souverains différents et les successeurs immédiats du roi Nynetjer. Mais cette théorie n'est pas communément acceptée, car un sceau d'argile de Sekhemib a été trouvé dans la tombe du roi Khâsekhemouy, le dernier souverain de la IIe dynastie. Le sceau d'argile a rapproché le règne de Sekhemib de celui de Khâsekhemouy, tandis que le nom Ouadjenes est placé au début de la IIe dynastie,,.

### Roi distinct
Des égyptologues tels que Peter Kaplony et Richard Weill soutiennent qu'Ouneg était un roi distinct des autres rois de l'époque. Ils suggèrent que Ouneg a succédé à Nynetjer et que son nom est conservé dans les listes royales ramessides sous le nom Ouadjenes. Leur hypothèse est d'abord basée sur la théorie largement acceptée selon laquelle les scribes ramessides ont échangé la fleur d'Ouneg avec le foin de papyrus, la transformant en Ouadjenes. Deuxièmement, la théorie de Kaplony et Weill est basée sur l'inscription sur la pierre de Palerme : ils croient que le nom Ounegsekhemouy est préservé sur la neuvième « case-année » conservée sur le quatrième registre du fragment I du Caire, « case-année » qui serait la troisième d'un règne qui aurait duré dix ou douze ans
. Cette théorie n'est pas non plus largement acceptée, car la pierre de Palerme est très endommagée à cet endroit et les traces très faibles des hiéroglyphes laissent trop de place à différentes interprétations.

## Règne
On sait peu de choses sur le règne d'Ouneg. Les inscriptions sur des vases mentionnant son nom ne montrent que des rapports sur des événements cérémoniels, tels que le soulèvement des colonnes d'Horus. Cette fête est fréquemment rapportée sur les vases du règne de Nynetjer, ce qui rapproche la position chronologique d'Ouneg de celle de Nynetjer.
La durée du règne d'Ouneg est inconnue. S'il était le successeur de Nynetjer connu ultérieurement sous le nom d'Ouadjenes, alors le Canon royal de Turin lui attribue soixante-dix ans de vie (la durée de règne est perdue) tandis que Manéthon, qui le nomme Tlas, lui attribue dix-sept ans de règne. Mais les égyptologues modernes ont des doutes sur ces deux affirmations et les évaluent comme des interprétations erronées ou des exagérations. Si Ouneg était en fait un souverain distinct, comme Richard Weill et Peter Kaplony le croient, il aurait pu gouverner pendant 12 ans, selon leurs reconstructions des inscriptions sur la pierre de Palerme.
Une théorie suggère que le royaume autrefois unifié d'Égypte a été divisé après la mort de Nynetjer en deux parties. Par conséquent, pendant un certain temps après la mort du roi Ouneg, deux rois régnèrent en même temps sur l'Égypte, en acceptant l'hypothèse qu'Ouneg était un souverain indépendant. Cette hypothèse est basée sur l'observation que les listes royales de l'ère ramesside mentionnent les noms Ouadjenes et Séned comme les successeurs immédiats du roi Nynetjer. La liste d'Abydos, par exemple, ne mentionne que six rois pour la IIe dynastie, alors que toutes les autres listes royales (Canon royal de Turin et Table de Saqqarah) en mentionnent neuf. Ouneg fut donc le dernier roi à régner sur toute l'Égypte, avant de partager son trône (et son contrôle sur l'Égypte) avec un autre roi. On ne sait toujours pas qui était l'autre roi,,,,,. Le successeur de Ouneg a peut-être été Séned, mais même cela est incertain en cette période sombre de la IIe dynastie.

## Titulature

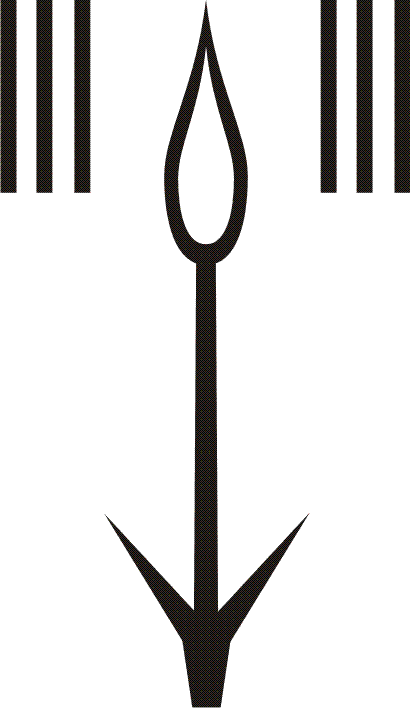
La fleur d'Ouneg.

Le symbole qui a été utilisé pour écrire le nom de Ouneg est l'objet d'un débat important entre égyptologues à ce jour. La fleur d'Ouneg est rarement utilisée dans l'écriture égyptienne. Mystérieusement, la fleur d'Ouneg est souvent guidée par six traits verticaux, trois de chaque côté du signe. La signification de ces traits est inconnue. Après la mort d'Ouneg-Nebty, sa fleur ne fut réutilisée qu'à partir du roi Téti (VIe dynastie), lorsqu'elle fut utilisée dans ses Textes des pyramides pour nommer un Ouneg comme divinité du ciel et de la mort, qui fut titré avec Fils de Rê et disciple du roi défunt. Il semble donc que la fleur d'Ouneg était en quelque sorte liée au culte égyptien du soleil et de la mort. Mais la véritable signification de la fleur en tant que nom de roi reste inconnue,,.